# Frang Bardhi
Frang Bardhi, latinsky Franciscus Blancus (1606, Kallmet – 1643) byl albánský katolický biskup a učenec.

## Život a dílo
Frang studoval teologii v Itálii a roce 1636 byl jmenován biskupem v Sapě a Sardě. V tomtéž roce vydal také životopis národního hrdiny Skanderbega, v němž hájil jeho albánský původ proti těm, kdo ho pokládali za Slovana. Trpce si stěžoval, jak albánský jazyk upadá a albánská identita se ztrácí pod tlakem různých okupantů.
Dochovalo se 19 zpráv, které jako biskup od roku 1637 posílal Kongregaci pro šíření víry (v italštině a latině) a které obsahují informace o jeho diecézi, o politickém vývoji v Albánii, o albánských zvycích a pravidlech i o struktuře a postavení katolické církve v Albánii, tehdy již okupované Osmany. Pro historiky je to důležitý zdroj informací.
Je autorem prvního latinsko-albánského slovníku Dictionarium latino-epiroticum, una cum nonnullis usitatioibus loquendi formulis.